# August von Manteuffel
Freiherr Georg August Ernst von Manteuffel (* 26. Oktober 1765 auf Althörnitz; † 8. Januar 1842 in Dresden) war königlich-sächsischer Wirklicher Geheimer Rat, Konferenzminister und Gesandter am Bundestag.

## Leben

### Herkunft
August war Angehöriger der briefadeligen freiherrlich sächsisch-niederlausitzischen Linie der Adelsfamilie von Manteuffel. Seine Eltern waren der kursächsische Major Christoph Friedrich von Mihlendorff Freiherr von Manteuffel (1727–1803) und Christiane Margarethe Elisabeth von Hartig aus dem Hause Althörnitz (1736–1812). Hans Carl Erdmann von Manteuffel war ein jüngerer Bruder von ihm.

### Werdegang
Freiherr von Manteuffel war Herr auf Erbmühle bei Groß Jehser. Er trat 1791 in den kursächsischen Staatsdienst ein und wurde 1793 Landsyndikus der Niederlausitz. Auf dieser Stelle blieb er bis 1797, wobei sein Bruder Hans Carl Erdmann von Manteuffel unmittelbarer Nachfolger wurde. Er avancierte 1797 zum  Appellations- und Konsistorialrat sowie 1799 zum Geheimen Finanzrat. In dieser Funktion war er 1808 mit der Einrichtung der Krondomänenkammer des Herzogtums Warschau nach sächsischem Vorbild befasst. In den Jahren 1809 und 1813 war er Mitglied der für die Abwesenheit des Königs mit den Regierungsgeschäften betrauten Immediatkommission. Manteuffel soll in der Gunst Camillo Marcolinis gestanden haben und wurde 1812 Nachfolger Julius Wilhelm von Oppels als Direktor des Ersten Departements im königlich sächsischen Geheimen Finanzkollegium, das das Berg-, Hütten- und Salinenwesen umfasste. 
Als Anhänger Napoleons wurde er nach der Übergabe von Dresden zunächst auf dem Sonnenstein, danach in Kosel gefangengesetzt, jedoch mit der Rückkehr des Königs freigelassen und Mitglied des Geheimen Rats. Seiner konservativen Grundhaltung folgend verstellte er sich notwendigen Reformen, die schließlich 1831 in der Neuen Verfassung mündeten. Bereits 1830 hatte man ihn daher als Gesandten an den Deutschen Bund nach Frankfurt geschickt, von wo er erst 1840 zurückkehrte.
Seinen Lebensabend verbrachte Freiherr von Manteuffel in Dresden, wo er auch verstarb.

### Familie
Freiherr von Manteuffel vermählte sich 1813 mit Maria Teresia Ignatia Acier (1771–1830), welche in ihrer ersten Ehe mit Kapellmeister Joseph Schuster (1748–1812) verheiratet war. 1831 folgte eine zweite Ehe mit seiner Nichte Freiin  Jeannette von Wagner (1797–1875), (Tochter des sächsischen Geheimen Finanzrats Freiherr Thomas von Wagner (1759–1817) und seiner Schwester Karoline von Mihlendorff Freiin von Manteuffel (1772–1848)). Vereinzelt wird auch eine den beiden oben genannten Ehen vorhergehende Heirat mit einer NN von Meyer postuliert.
An Kindern sind von ihm zwei Jungen und zwei Mädchen bekannt, welche sämtlich jung verstarben. Zu Bekanntheit brachten es dagegen mehrere seiner Neffen, darunter der Forstmann Hans Ernst, der Generalfeldmarschall Edwin, der preußische Ministerpräsident Otto Theodor und der preußische Landwirtschaftsminister Karl Otto von Manteuffel.